# Phelister carinifrons
Phelister carinifrons är en skalbaggsart som beskrevs av Schmidt 1893. Phelister carinifrons ingår i släktet Phelister och familjen stumpbaggar. Inga underarter finns listade i Catalogue of Life.